# Bistra voda
"Bistra voda" (Apă limpede) este o melodie interpretată de formația de muzică rock Regina, care a reprezentat Bosnia și Herțegovina la Concursul Muzical Eurovision 2009 ținut în Moscova, Rusia. Melodia a fost compusă de Aleksandar Čović.